# Marcus Christopher
Marcus Christopher (* 31. Dezember 2002 in Hartville, Ohio) ist ein US-amerikanischer BMX-Freestyle-Fahrer in der Variante Park.

## Sportlicher Werdegang
Christopher stammt aus Canton in Ohio. Er fing im Alter von neun Jahren mit dem Freestyle-Fahren an und erregte schon bald die Aufmerksamkeit der Fachwelt mit Videos seiner Tricks, die er dank der BMX-Rampe hinter seinem Elternhaus einüben konnte. Mit 13 erhielt er seinen ersten Sponsorenvertrag, und schon bald kamen auch Profis wie der zehn Jahre ältere Nick Bruce, um mit ihm zu trainieren.
2019 fuhr Christopher erstmals in den X-Games. Nach der Corona-Pandemie wurde er 2022 bei seiner ersten Teilnahme Sieger der US-Meisterschaften. Bei den Urban-Cycling-Weltmeisterschaften 2022 verpasste er als Vierter nur knapp das Podest.
Anfang 2023 war Christopher Zweiter im Weltcup-Lauf von Diriyya, wobei er als erster Fahrer der Welt einen vierfachen Downside 360 Whip im Wettbewerb zeigte. Im Mai gewann er die Bronzemedaille bei den X-Games in Chiba. Beim X-Games-Lauf in Kalifornien stürzte er schwer und brach sich unter anderem den Kiefer. Zu den US-Meisterschaften im Dezember war er wieder in Form und wurde Zweiter. 2024 wurde Christopher vom US-Verband in die olympische Qualifikationsserie berufen. Dank eines zweiten Platzes in Budapest erkämpfte er sich einen Startplatz bei den Olympischen Spielen 2024, wo er Vierter wurde.

## Erfolge
2022
 US-amerikanischer Meister – Park